# Filippo Baroncini
Filippo Baroncini, né le 26 août 2000 à Lugo, est un coureur cycliste italien.

## Biographie

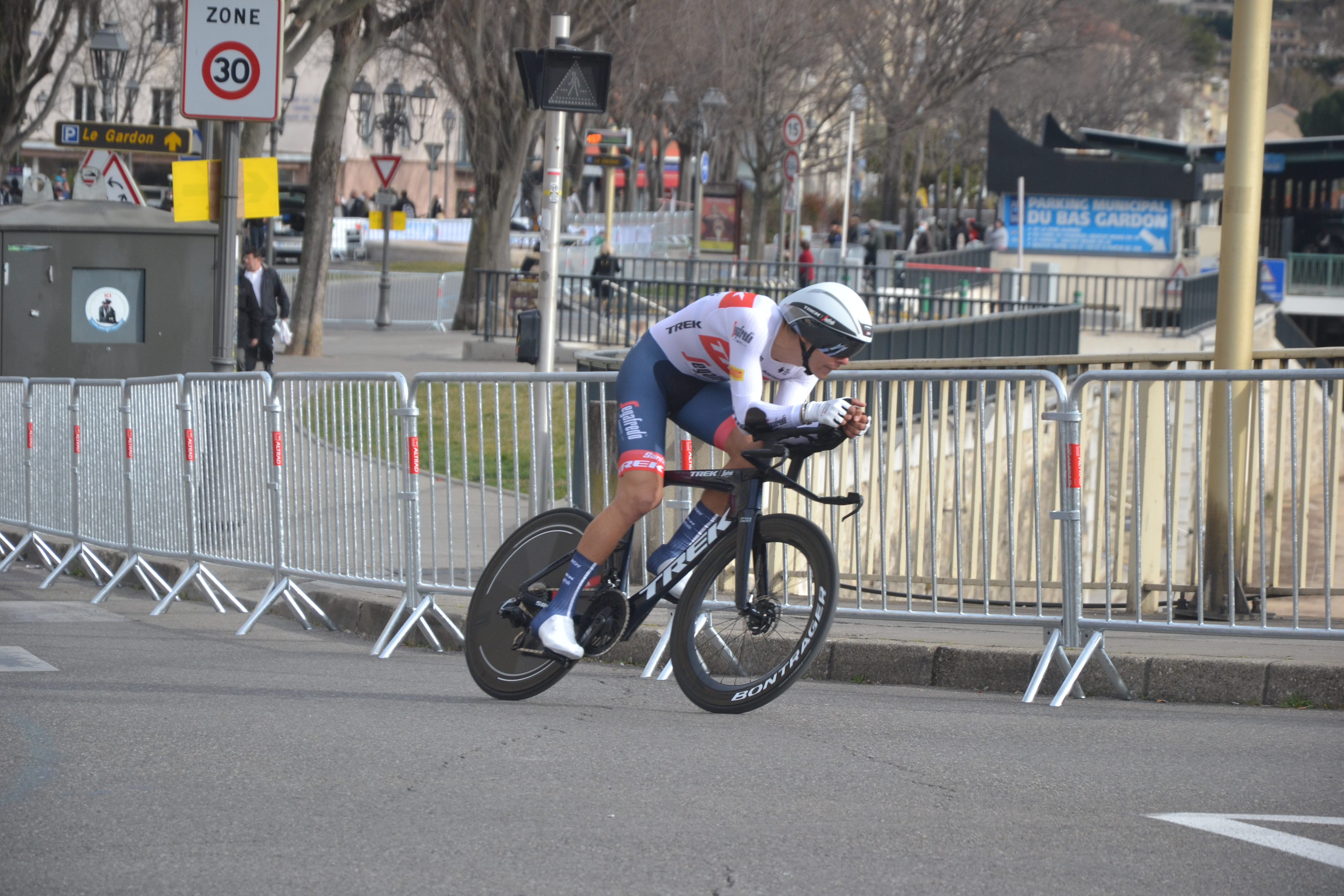
Baroncini lors de l'Étoile de Bessèges 2022.

Ancien footballeur, Filippo Baroncini commence le cyclisme à l'âge de 10 ans au sein de la SC Massese. 
En 2018, il s'impose à cinq reprises et termine troisième du championnat d'Italie juniors (moins de 19 ans). Il signe ensuite avec l'équipe continentale Beltrami TSA-Hopplà-Petroli Firenze en 2019. L'année suivante, il se classe notamment cinquième du Trophée de la ville de San Vendemiano et sixième du championnat d'Italie espoirs (moins de 23 ans). 
En 2021, il change de maillot en rejoignant l'équipe Colpack-Ballan. Au mois de juin, il s'illustre en remportant le contre-la-montre du Tour d'Italie espoirs et en devenant champion d'Italie du contre-la-montre espoirs. Le mois suivant, il gagne une étape de l'Étoile d'or en solitaire. En août, il est stagiaire au sein de l'équipe World Tour Trek-Segafredo. Le 11 septembre, à domicile, il est médaillé d'argent du championnat d'Europe sur route espoirs, devancé au sprint par Thibau Nys. Deux semaines plus tard, il est sacré en solitaire champion du monde sur route espoirs dans les Flandres, après avoir attaqué dans les derniers kilomètres.
En 2022, il signe un contrat professionnel avec Trek-Segafredo. En février, il chute lors de la première étape du Tour de l'Algarve et souffre d'une fracture d'un bras. Il reste deux ans dans l'équipe américaine, avec comme meilleur résultat une neuvième place au classement général du Tour de Wallonie 2023.
Pour la saison 2024, Baroncini rejoint UAE Team Emirates. Après une troisième place sur le championnat d'Italie du contre-la-montre, il remporte sa première victoire professionnelle lors de la Super 8 Classic en septembre. Il termine également cette année-là le Tour d'Espagne, son premier grand tour, à la 66e place du classement général. En juin 2025, il est vice-champion d'Italie du contre-la-montre derrière Filippo Ganna. Lors du Tour de Pologne 2025, il percute un mur lors de la troisième étape, le 6 août. Le 9 août, il est annoncé qu'il a été placé en coma artificiel. Cependant, le directeur de l'équipe, Mauro Gianetti, a déclaré que la vie de Baroncini n'était pas en danger, ses organes vitaux n'étant pas endommagés.

## Palmarès
- 2017
  - 3e de la Coppa Pietro Linari
- 2018
  - 3e du championnat d'Italie sur route juniors
- 2019
  - 2e de Vicence-Bionde
- 2020
  - Mémorial Polese
  - Vicence-Bionde
  - 2e de l'Astico-Brenta
  - 3e du Gran Premio Ezio Del Rosso
- 2021
  -  Champion du monde sur route espoirs
  -  Champion d'Italie du contre-la-montre espoirs
  - 4e étape du Tour d'Italie espoirs (contre-la-montre)
  - Trophée MP Filtri
  - 2e étape de l'Étoile d'or
  - Gran Premio Ezio del Rosso
  -  Médaillé d'argent du championnat d'Europe sur route espoirs
  - 2e du championnat d'Italie sur route espoirs
  - 3e du Grand Prix de la ville de Pontedera
  - 3e de l'Étoile d'or
  - 3e du Grand Prix de Poggiana
  - 7e du championnat d'Europe du contre-la-montre espoirs
  - 9e du championnat du monde du contre-la-montre espoirs
- 2024
  - Super 8 Classic
  - 3e du championnat d'Italie du contre-la-montre
- 2025
  - Classement général du Tour de Belgique
  - 2e du championnat d'Italie du contre-la-montre

## Résultats sur les grands tours

### Tour d'Italie
1 participation
- 2025 : 78e

### Tour d'Espagne
1 participation
- 2024 : 66e

## Classements mondiaux
| Année                                 | 2019  | 2020  | 2021 | 2022 | 2023 | 2024 |
| ------------------------------------- | ----- | ----- | ---- | ---- | ---- | ---- |
| Classement mondial                    | 1700e | 1257e | 115e | 501e | 517e | 178e |
| UCI Europe Tour                       | 1127e | 963e  | 99e  | 398e | nc   | 146e |
|                                       |       |       |      |      |      |      |
| Légende : nc = non classéSource : UCI |       |       |      |      |      |      |

## Distinctions
- Oscar TuttoBici des espoirs : 2021